# Shamit Shome
Shamit Shome (Edmonton, 5 de septiembre de 1997) es un futbolista canadiense-bangladesí, que juega en la demarcación de centrocampista para el Cavalry FC de la Canadian Premier League.

## Selección nacional
Tras jugar con la selección de fútbol sub-20 de Canadá y la sub-21, finalmente el 7 de enero de 2020 debutó con la selección absoluta en un encuentro amistoso contra Barbados que finalizó con un resultado de 4-1 a favor del combinado canadiense tras el gol de Armando Lashley para Barbados, y de Tosaint Ricketts, Jonathan Osorio, Tesho Akindele y de Theo Bair para el combinado canadiense.

## Clubes
| Club                 | País   | Año       | Partidos | Goles |
| -------------------- | ------ | --------- | -------- | ----- |
| FC Edmonton          | Canadá | 2016      | 28       | 0     |
| CF Montréal          | Canadá | 2017-2020 | 52       | 1     |
| FC Edmonton          | Canadá | 2021      | 28       | 0     |
| Forge FC             | Canadá | 2022      | 0        | 0     |
| FC Edmonton (cedido) | Canadá | 2022      | 24       | 0     |
| Cavalry FC           | Canadá | 2023-     | 56       | 0     |